# İbrahim Akdağ
İbrahim Akdağ (* 21. Juli 1991 in Fatih, Istanbul) ist ein türkischer Fußballspieler.

## Karriere
Akdağ erlernte das Fußballspielen u. a. in den Nachwuchsabteilungen der Vereine Yıldırım Bosnaspor und Istanbul Büyükşehir Belediyespor und erhielt im Januar 2010 bei Letztgenanntem einen Profivertrag. Etwa halbes Jahr nach der Vertragsunterschrift wurde er beginnend mit dem Drittligisten Kızılcahamamspor an die weiteren Vereine Ümraniyespor ausgeliehen Darıca Gençlerbirliği.
Im Sommer 2014 wurde er vom Drittligisten Ümraniyespor verpflichtet. Hier beendete er mit seinem Team die Saison 2015/16 als Meister der TFF 2. Lig und war damit am ersten Aufstieg der Vereinsgeschichte in die TFF 1. Lig beteiligt.

## Erfolge
Mit Ümraniyespor
- Meister TFF 2. Lig und Aufstieg in die TFF 1. Lig: 2015/16